# Уолтер, Беверли
Бе́верли «Бев» Уо́лтер (англ. Beverly «Bev» Walter) — американская кёрлингистка и тренер по кёрлингу.
В составе смешанной команды скипа Брэйди Кларка восьмикратная чемпионка США среди смешанных команд.
В смешанной команде играла на позиции первого.
Как тренер смешанной парной сборной США участник чемпионата мира 2011.

## Достижения
- Чемпионат США по кёрлингу среди смешанных команд: золото (2003, 2005, 2006, 2007, 2009, 2010, 2011, 2012).

- Кёрлинг-команда года в США (англ. USA Curling Team of the Year): 2009.[2][3]

## Команды
| Сезон                                        | Четвёртый     | Третий        | Второй        | Первый      | Запасной             | Турниры               |
| -------------------------------------------- | ------------- | ------------- | ------------- | ----------- | -------------------- | --------------------- |
| 2001—02                                      | Кристин Кларк | Бев Уолтер    | Kim Kropp     | Tammy Lehto | тренер: Брэйди Кларк | ЧСША 2002 (8 место)   |
| Кёрлинг для смешанных команд (mixed curling) |               |               |               |             |                      |                       |
| 2002—03                                      | Брэйди Кларк  | Кристин Кларк | Ryan Beighton | Бев Уолтер  |                      | ЧСШАСК 2003           |
| 2004—05                                      | Брэйди Кларк  | Кристин Кларк | Даррен Лето   | Бев Уолтер  |                      | ЧСШАСК 2005           |
| 2005—06                                      | Брэйди Кларк  | Кристин Кларк | Том Виолетт   | Бев Уолтер  |                      | ЧСШАСК 2006           |
| 2006—07                                      | Брэйди Кларк  | Кристин Кларк | Leon Romaniuk | Бев Уолтер  |                      | ЧСШАСК 2007           |
| 2007—08                                      | Брэйди Кларк  | Кристин Кларк | Фил Тилькер   | Бев Уолтер  |                      | ЧСШАСК 2008 (6 место) |
| 2008—09                                      | Брэйди Кларк  | Кристин Кларк | Фил Тилькер   | Бев Уолтер  |                      | ЧСШАСК 2009           |
| 2009—10                                      | Брэйди Кларк  | Кристин Кларк | Фил Тилькер   | Бев Уолтер  |                      | ЧСШАСК 2010           |
| 2010—11                                      | Брэйди Кларк  | Кристин Кларк | Фил Тилькер   | Бев Уолтер  |                      | ЧСШАСК 2011           |
| 2011—12                                      | Брэйди Кларк  | Кристин Кларк | Шон Бейтон    | Бев Уолтер  |                      | ЧСШАСК 2012           |

(скипы выделены полужирным шрифтом)

## Результаты как тренера национальных сборных
| Год  | Турнир                                              | Сборная              | Место |
| ---- | --------------------------------------------------- | -------------------- | ----- |
| 2011 | Чемпионат мира по кёрлингу среди смешанных пар 2011 | США (смешанная пара) | 8     |